# 王灋智
王智（?—?），北魏秦州匈奴屠各部落的领袖。
506年聚集两千人反魏，自號王公，推举秦州主簿吕苟儿为首领，改年号为建明，设置百官，攻击州郡。二月廿三戊午，北魏宣武帝派遣右卫将军元丽督率各路军队讨伐吕苟儿。六月十二乙巳，元丽击破王灋智，斩首六千。